# Siilinsalo
Siilinsalo är en ö i norra delen av Keitelesjö i Finland. Den ligger i sjön Ylä-Keitele och i kommunen Viitasaari i landskapet Mellersta Finland, i den centrala delen av landet, 300 km norr om huvudstaden Helsingfors. Öns största längd är 4,6 kilometer i nord-sydlig riktning.

## Klimat
Trakten ingår i den boreala klimatzonen. Årsmedeltemperaturen i trakten är 1 °C. Den varmaste månaden är augusti, då medeltemperaturen är 14 °C, och den kallaste är januari, med −16 °C.